# Composite

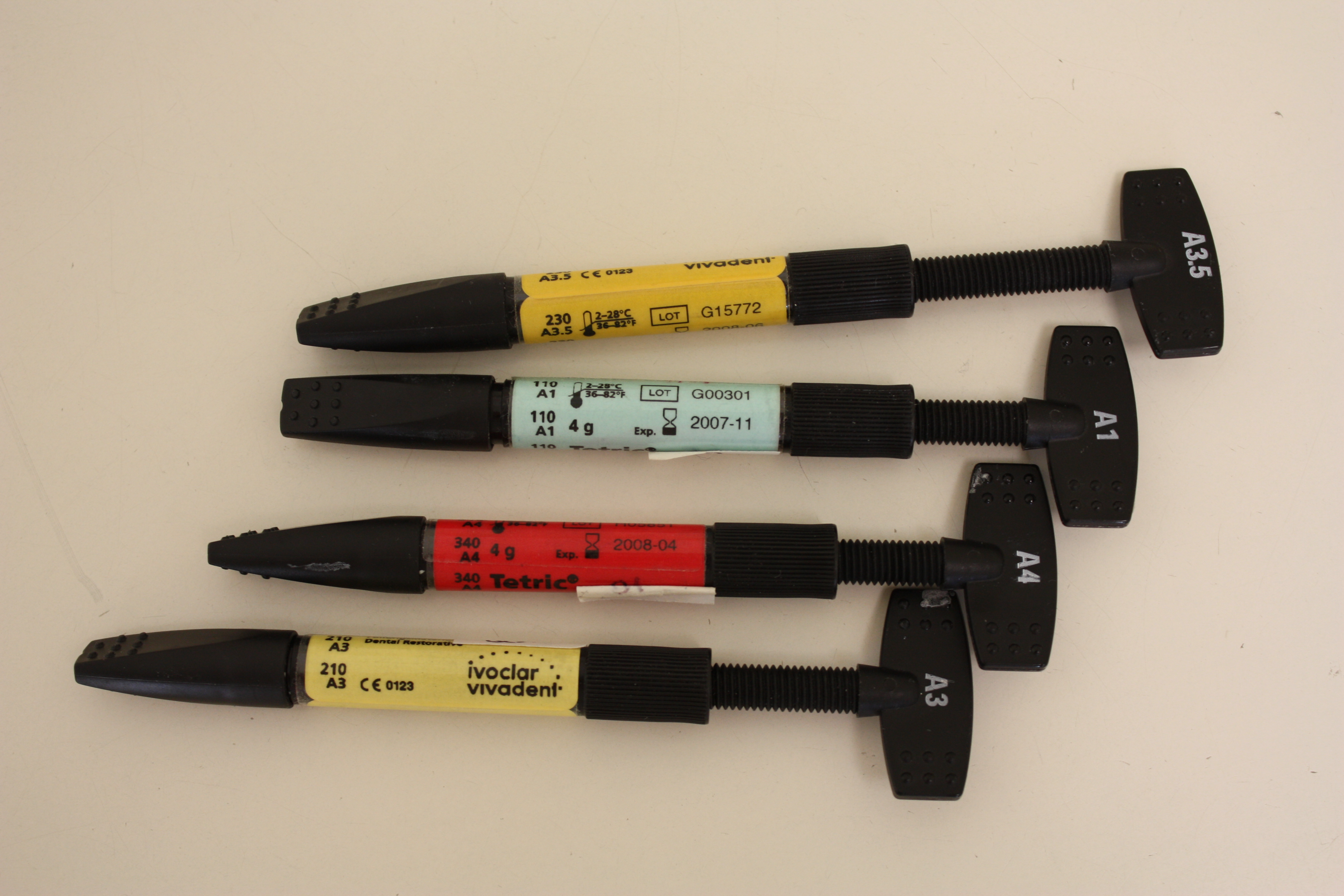
Composite dental.

Los composites o resinas compuestas son materiales sintéticos mezclados heterogéneamente formando un compuesto, como su nombre indica. Están formados por moléculas de elementos variados. Estos componentes pueden ser de dos tipos: los de cohesión y los de refuerzo. Los componentes de cohesión envuelven y unen los componentes de refuerzo (o simplemente refuerzos) manteniendo la rigidez y la posición de estos. Los refuerzos dotan al conjunto con unas propiedades físicas que mejoran la cohesión y la rigidez. Así pues, esta combinación de materiales confiere al compuesto unas propiedades mecánicas notablemente superiores a las de las materias primas de las que procede. Tales moléculas suelen formar estructuras muy resistentes y livianas; por este motivo se utilizan desde mediados del siglo XX en los más variados campos: aeronáutica, fabricación de prótesis, astro y cosmonáutica, ingeniería naval, ingeniería civil, artículos de campismo, selfies 3d, etc.
El adobe, formado por arcilla y paja, es el composite más antiguo que conocemos y aún hoy se sigue utilizando en la construcción de viviendas. Macroscópicamente, la arcilla (cohesión) se distingue de la paja (refuerzo), pero la mezcla heterogénea tiene unas propiedades mecánicas mejores que las de sus respectivos componentes individuales. Otro ejemplo claro lo podemos encontrar en los cimientos de los edificios: hormigón reforzado con acero corrugado, los innovadores cimientos de goma y muelles de Japón para amortiguar los terremotos (aislamiento sísmico). Los composites se utilizan en la industria aeroespacial y aeronáutica para aligerar el peso de la estructura y para el revestimiento de satélites, transbordadores y aviones.

## Utilización de composites
Existe un amplio abanico de industrias que se dedican a la fabricación y uso de composites: 
- Hay composites que se usan para el empastado y remodelación de dientes.
- Los tubos de lanzagranadas y de mortero en el ámbito militar o los mástiles de regatas están hecho de fibras de hilo urdido en diagonal embebidas en una resina termoestable.
- La cubierta de las ruedas de cualquier vehículo, los manguitos (o tubos) del circuito de agua de un motor de combustión interna refrigerado por agua, están hechos de caucho reforzado de fibras.
- La carpenta y revestimiento de aviones, helicópteros, cohetes espaciales están formados por cajones y paneles de fibra de vidrio o fibra de carbono.
- La fabricación de grandes recipientes de plástico en los que se envuelven con fibra.
- Materiales de construcción: agregados de áridos, asfalto, cerámicas y cementos.

- Industrias de calzado, para las punteras en el calzado de seguridad laboral.[1]

## Composites en odontología

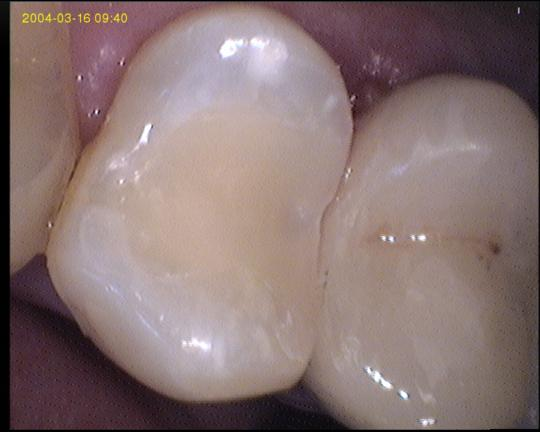
Diente reparado con composite.

Se utilizan en odontología para obturar dientes. A diferencia de la amalgama de plata, que requiere para su obturación unas cavidades especiales (cavidades de Black), el composite se adhiere micromecánicamente a la superficie del diente sin depender de la cavidad.
Las resinas compuestas constan de un componente orgánico polimérico llamado matriz, y un componente inorgánico que actúa como mineral de relleno.
La primera resina compuesta, sintetizada en 1962 por Ray Bowen estaba formada por Bisfenol-A-Glicidil Metacrilato (Bis-GMA) como matriz orgánica, partículas de relleno inorgánico y un agente de acoplamiento entre ambos componentes.
Una de las principales ventajas de los composites o resinas compuestas, es su forma de unión a la estructura dental, mediante la utilización de sistemas adhesivos, los cuales permiten lograr un sellado hermético entre la resina y el diente favoreciendo la longevidad de una restauración u obturación dental.
El estado inicial de estos materiales es una consistencia plástica, que permite su manipulación para la confección de una restauración dental, y cambia a un estado rígido mediante el proceso de polimerización. Durante la polimerización, la resina se contrae debido a que los monómeros que forman la matriz orgánica, se encuentran separados y mientras polimerizan acortan la distancia entre ellos, provocando que el material en estado rígido tenga un volumen menor al que ocupaba inicialmente. Esta es, sin duda, la gran desventaja que desde sus inicios presentaron los composites y es lo que se denomina contracción de polimerización, sin embargo gracias a grandes avances en la evolución de los materiales dentales, se ha tratado de modificar el proceso de polimerización para así mejorar el comportamiento del material en las restauraciones dentales.

## Composición
Matriz orgánica:
- BIS GMA: bisfenol glicidil metacrilato, tiene un alto peso molecular, es muy viscoso por lo que es difícil su manipulación, su estructura química tiene dos enlaces reactivos en ambos extremos de la molécula.
- UDMA: uretano de metacrilato, fue descubierto en 1974. Se diferencia del anterior en que tiene mejor viscosidad, rigidez y menor contracción de polimerización.
- Monómeros: Son partículas de bajo peso molecular, también llamados controladores de viscosidad.

Relleno inorgánico: En toda resina compuesta la parte orgánica dará las propiedades negativas y la parte de relleno inorgánico las propiedades positivas. 
Los minerales más utilizados en la actualidad para el relleno inorgánico son: cuarzo, zirconita y los silicatos de aluminio.
Otros componentes: podemos mencionar
- Agentes de unión: son los silanos.
- Iniciadores-activadores: Puede ser por medio de una reacción química usando peróxido de benzoilo y aminas terciarias o por reacción foto-química, por fotopolimerización, usando canforquinona y aminas terciarias.

## El futuro
El problema de los composites es que son materiales formados por sustancias químicas extrañas para el organismo y sus efectos para la salud podrían ser perjudiciales. La mejor solución es sin duda crear unos materiales de reparación que sean químicamente idénticos a los del esmalte dental natural y esto en realidad ya se está haciendo en los laboratorios. El futuro de los composites será probablemente su desaparición para ser reemplazados por la nueva tecnología de la hidroxiapatita que sigue perfeccionándose para poder dar el salto al entorno comercial.
Existen actualmente investigaciones orientadas a crear esmalte dental artificial, este esmalte sería químicamente idéntico al esmalte natural. Algunas de éstas investigaciones se están llevando a cabo en Japón, con resultados prometedores.[cita requerida]
El objetivo buscado es reparar los dientes dañados con materiales iguales al original (hidroxiapatita). El esmalte dental artificial supondría un gran avance ya que permitiría tratar los dientes dañados evitando todos los problemas derivados del uso de Composites y otras soluciones aplicadas actualmente que distan mucho de ser perfectas.
En relación con el logro del parche de hidroxiapatita según el profesor Shigeki Hontsu, de la facultad de Ciencia y Tecnología en la Universidad Kinki de Japón: "Se trata de la primera hoja de apatita flexible en el mundo, un desarrollo que esperamos utilizar para proteger los dientes o reparar el esmalte dañado. Hace un tiempo, los dentistas sólo podían imaginar la creación de una hoja entera de apatita, ahora nuestro objetivo es crear todo un esmalte artificial".
La gran ventaja del uso de hidroxiapatita en la reparación dental es que se usa un material químicamente idéntico al natural a diferencia de los materiales artificiales y extraños para el organismo que se usan hoy en día.